# Cadre-71/2-Europameisterschaft 1978

Logo CEB (ausrichtender Verband)

Veranstaltungsort: Straßburg

Die Cadre-71/2-Europameisterschaft 1978 war das 31. Turnier in dieser Disziplin des Karambolagebillards und fand vom 16. bis zum 19. März 1978 in Straßburg statt. Es war die neunte Cadre-71/2-Europameisterschaft in Frankreich.

## Geschichte
Diese Cadre 71/2 Europameisterschaft war ein Turnier der Superlative. Dieter Müller verbesserte den Europarekord im Generaldurchschnitt (GD), aufgestellt vom Franzosen Jean Marty mit 67,74 im Oktober 1969 in Roubaix, auf sensationelle 95,45. Dabei startete Müller in seiner ersten Partie mit einem 300:109-Sieg in sechs Aufnahmen gegen den Spanier Javier Arenaza. Danach spielte er im fünften Durchgang eine Partie in vier Aufnahmen gegen Christ van der Smissen. Den Rest des Turniers noch zweimal drei und dreimal zwei Aufnahmen. In der Finalpartie gegen den Bochumer  Klaus Hose, die Hose gewinnen musste, um den Titel zu holen, startete Hose sehr stark und führte in der zweiten Aufnahme mit 210:0. Dann kam Müller an den Tisch und beendete die Partie mit seiner Turnierhöchstserie von 300 Punkten und verteidigte seinen Titel. In der vorletzten Partie gegen Francis Connesson hatte Müller die Partie auch in zwei Aufnahmen beendet. Connesson schaffte im Nachstoß die noch fehlenden 294 Punkte und nahm Müller den einzigen Matchpunkt im Turnier ab. Der GD von Müller ist bisher international nie wieder erreicht worden. Auch der Turnierdurchschnitt von 42,83 ist eine Bestmarke.

## Turniermodus
Hier wurde im Round Robin System bis 300 Punkte gespielt. Es wurde mit Nachstoß gespielt. Damit waren Unentschieden möglich.
Bei MP-Gleichstand wird in folgender Reihenfolge gewertet:
1. MP = Matchpunkte
2. GD = Generaldurchschnitt
3. HS = Höchstserie

## Abschlusstabelle
| MP    | Match Points (Sieger = 2; Unentschieden = 1; Verlierer = 0) |
| Pkte. | Erzielte Karambolagen                                       |
| Aufn. | Benötigte Versuche                                          |
| GD    | Generaldurchschnitt                                         |
| BED   | Bester Einzeldurchschnitt eines Spielers                    |
| HS    | Höchstserie                                                 |
|       | Bester GD des Turniers                                      |
|       | Bester ED des Turniers                                      |
|       | Beste HS des Turniers                                       |
|       | 1. Platz (Gold)                                             |
|       | 2. Platz (Silber)                                           |
|       | 3. Platz (Bronze)                                           |

| Platz                      | Name                   | MP   | Pkte. | Aufn. | GD    | BED    | HS  |
| -------------------------- | ---------------------- | ---- | ----- | ----- | ----- | ------ | --- |
| 1                          | Dieter Müller          | 13:1 | 2100  | 22    | 95,45 | 150,00 | 300 |
| 2                          | Francis Connesson      | 11:3 | 2055  | 29    | 70,66 | 150,00 | 294 |
| 3                          | Klaus Hose             | 10:4 | 1745  | 28    | 62,32 | 150,00 | 300 |
| 4                          | Léo Corin              | 8:6  | 1303  | 28    | 46,53 | 75,00  | 150 |
| 5                          | Christ van der Smissen | 8:6  | 1771  | 44    | 40,25 | 100,00 | 239 |
| 6                          | Franz Stenzel          | 4:10 | 1524  | 40    | 38,10 | 60,00  | 202 |
| 7                          | Jean Arnaud            | 2:12 | 722   | 41    | 17,60 | 21,42  | 115 |
| 8                          | Javier Arenaza         | 0:14 | 1030  | 54    | 19,07 | –      | 67  |
| Turnierdurchschnitt: 42,83 |                        |      |       |       |       |        |     |